# Phare d'Hanö
Le phare d'Hanö (en suédois : Hanö fyr) est un phare situé sur l'île d'Hanö, appartenant à la commune de Sölvesborg, dans le comté de Blekinge (Suède).

## Histoire
L'île d'Hanö est une île habitée se situant à environ 4 km en bout de la péninsule de Listerlandet. Le premier phare, datant de 1869, était une petite tour en bois.
Il a été remplacé, en 1906, par le phare actuel. Il est toujours équipé d'un système optique rotatif à lentille de Fresnel de troisième ordre fabriquée par Barbier, Bénard et Turenne de Paris. Le phare est devenu électrique en 1939 et a été entièrement automatisé en 1972. Il a été habité par des gardiens jusqu'en 1980. L'éclairage aujourd'hui a une puissance de 2 × 1 000 watts, ce qui en fait l'un des plus lumineux phares suédois.
À côté du phare se trouve une station automatique météorologique de l'Institut suédois de météorologie et d'hydrologie et le Hanö Museum.
Naturvårdsverket, l'agence publique de protection environnementale a acheté l'île le 25 novembre 2016 pour en faire une réserve naturelle .

## Description
Le phare actuel est une tour cylindrique en maçonnerie  de 16 mètres de haut, avec une galerie et une lanterne. La tour est attachée à une maison de gardien en brique rouge. La tour est peinte en blanc et le dôme de la lanterne est vert. Il émet, à une hauteur focale de 70 mètres, trois éclats blancs toutes les 12 secondes. Sa portée nominale est de 23,5 milles nautiques (environ 44 km).
Identifiant : ARLHS : SWE-027 ; SV-6356 - Amirauté : C7538 - NGA : 7316 .
|               |
| L'île d'Hanö. |

|           |
| Le phare. |

|              |
| La lanterne. |